# 陈景韩
陈景韩（1878年11月25日—1965年7月6日），又作景寒，又名陈冷，笔名冷、冷血、不冷、华生、无名、新中国之废物。民国时期著名报人，曾任职于《大陆报》、《时报》与《申报》，担任主笔与笔政，以峭拔冷峻的笔锋，冷血辛辣的时评著称于世。

## 人物生平

### 少年松江（1878年至1896年）
陈景韩于清光绪四年十一月初二日（1878年11月25日）出生于江苏松江县（今属上海）一个普通的塾师家庭。家住县城西城门内。父亲陈菊生是一位深具中国传统文化修养的读书人，对景韩自幼就十分宠爱，陈景韩深厚的古文学根底和独立的思想性格即是在父亲的教导和熏陶下形成的。 陈景韩在松江生活了近二十年，在那里，他遇到了两位对他以后的生活道路产生重要影响的人物，一是雷奋，一是钮永建。
雷奋，字继兴，松江县人。为陈景韩父亲陈菊生的入室弟子与女婿。雷才华出众，文笔华然，口才伶俐，民国时期著名报人包天笑曾在《钏影楼回忆录》里评说雷奋，“雷继兴学名一个‘奋’字，他是日本早稻田大学的高材生，思想敏捷，笔下很好。我觉他是一个绝顶聪明之人……”。光绪年间，中国社会政治日趋腐败，一面外国殖民者步步紧逼，一面慈禧政府一味妥协，在关键性的政治决策上碌碌无为，有为青年莫不汲汲于新学，日夜求思匡正国家之路。雷奋与陈景韩便是这日兴的队伍中的两位。雷奋比陈景韩年长七岁，对陈景韩来说，亦师亦友，两人在松江县时，抱有同样的救国济民理想。然而，两人却在追求同一理想的道路上有分叉。与陈景韩不同，雷奋喜爱政法，又因为自己擅于讲演，所以时常活跃在政坛之间。雷奋早年曾留学日本早稻田大学，专攻法政，结交了很多日后成为中国政坛显贵的同学，陈景韩通过他结识了不少公卿巨锷，如黄远庸、史量才等人。陈景韩日后的报业生涯中，给予过他重大帮助的人，基本都是在这个情况下认识的。
钮永建是上海马桥俞塘人，出生于书香世家，家族是当地的望族。甲午之役后，因痛恨清政府的软弱无能，毅然放弃科举，转而研究“新学”，并弃文从武，于1896年进入湖北武备学堂学习。钮永建与陈景韩早有交往，相互慕名。钮永建文武兼修，又专研新学，为陈景韩带来了前沿的思想与事物，陈景韩就是在他的影响下，更加坚定自己走出松江的想法。与陈景韩注重以新闻文字事业救国不同，钮永建热衷于军事与武力，他倡导以行动实践自己的理想，其一生几乎是在中国的现实军事革命与政坛风云中度过的。钮永建对青年时期的陈景韩影响巨大。正是钮永建的引导，年轻的陈景韩明确了自己今后人生的奋斗方向。钮的行动实践思想的做法，曾吸引陈景韩一度加入革命会党，带来了自身危机，从而走向了新闻事业的道路。钮的重视武学和军事的思想，又让陈景韩写了许多军事与侠客小说，培养了他不畏强权、蔑视权威的侠客风范。

### 走出松江（1897年至1902年）
光绪二十三年（1897年），钮永建从武昌武备学堂回到家乡。陈景韩对自己好友的文武兼修羡慕不已，也在自己友人的身上看到了救国的契机。于是陈景韩决定效仿钮永建，进入张之洞创办的湖北武昌武备学堂学习。也许，陈景韩的一生会沿着钮永建的路一直走下去，然而他人生当中一件事情的发生，却让他完全转变了自己原来信仰的道路，走向了一条前所未料的新闻之路。
唐才常是湖南维新运动的中坚人物。在兴中会和保皇会的共同支持下，唐才常决定依靠两湖地区的哥老会，秘密组织军事力量，准备先袭武汉为根据地。受周围青年人士的影响，陈景韩也加入了革命会党。后来朝廷侦知其参加革命会党一事，湖广总督张之洞下令通缉他，幸而此时唐才常的汉口起义还未完全部署，张之洞也在犹豫革命会党是否会真实地发动起义，在父亲陈菊生与姐夫雷奋的极力奔走与游说下，陈景韩只是被开除了学籍。然而，此次事件却成为陈景韩人生的重要转折点。他的革命热情迅速冷却，与雷奋共赴日本留学。
在日本早稻田大学留学的过程中，陈景韩又一次碰到自己的好友钮永建。并在以他为代表的革命派的影响下，立场渐渐友康、梁派的同情转向疏离，观点开始变革命与激进。但他并没有加入任何革命组织。
在日本留学期间，他不仅熟练地掌握日语，还认识了吴怀疚与狄楚青等知识界活跃的人物，为自己报业道路铺平了道路。

### 报人生涯（1902年至1929年）

#### 初试锋芒（《大陆》月刊）
陈景韩进入报界，与雷奋大有关系。雷奋所编辑的《译书汇编》和《国民报》在学生界都享有声誉。后在《国民报》停刊不久后，《大陆报》月刊邀请雷奋担任主笔，雷奋应邀前往，同时也介绍陈景韩入《大陆报》。碍于清政府的高压政策，《大陆报》没有《国民报》的言论那么激烈，却也是极力主张改革，并激烈抨击康梁派的保皇邪说，在当时的上海可谓是言论最为激烈的一种杂志。
从《大陆报》第二年第一号开始，杂志中的栏目进行了改革，增添了“时事批评”一栏，以对时事的批评代替新闻报道，此栏由陈景韩负责。1902年至1904年间，陈景韩在《大陆报》任主笔的经历是他走上报人道路的开端。从这里，他在武力革命之外，看到了另外一条可以施展自己的长处，又可以为社会为国家服务的道路。

#### 锋芒毕露（《时报》）
陈景韩于1902年回国在《大陆报》工作后，除了担任主笔，还开始翻译小说，截止1904年四月，陈景韩已在《江苏》第四期至第七期上发表了《明日之战争》，同时出版了《侦探谭》小说集第一册、第二册，表现出了对小说的极大兴趣。此点与陈景韩在日本留学时遇到的狄葆贤不谋而合。狄葆贤是近代提倡小说最力的人物之一，是近代重要的小说理论家。狄葆贤创办日报《时报》，意在革新报界，除了在版面上创新之外，还准备在报上刊登小说，即可以满足自己偏爱小说的需求，又可以以小说吸引读者。秉持这样的一个想法，狄葆贤邀请陈景韩加入《时报》，陈景韩也放弃在《大陆报》的工作应邀前往。
《申报》和《新闻报》可以算得上是1904年时的上海时代最久、资本最为雄厚的报纸，然而却很少革新，在编辑方面非常简单，只采用混合编辑，即不管新闻的重要与否。但《时报》却展现出革新的强力趋势。首先，在论说、上谕、宫门抄之外将新闻分为三大部分：要闻、本埠新闻、外埠新闻三栏。又在每一栏的新闻旁配上一则“时评”，而且还在报纸上直接设立“小说”一栏。《时报》创新的各个方面都有着陈景韩的努力，如他编辑“要闻”、“撰写”、“时评”，并与包天笑轮流登载小说等等。
陈景韩除了创作和翻译小说外，其最可称道的是“时评”。据说，“这个时评两字景韩所提，说是有双关之意，一是时事评论，一是《时报》评论。”由陈景韩撰写的时评简洁有力，又能切中要害，冷隽而意义深远，在当时人们厌倦报纸上的长篇的文言论说文之时，是颇为引人注目且受人欢迎的。
陈景韩在《时报》的出色成绩不仅得到了老板狄葆贤的赞赏，也获得了若干同事甚至是康门弟子如罗孝高等的认同，然而也招来若干康门弟子妒恨。《时报》在创刊之时，实由康梁派集资而成，原是期望能办成保皇党的党报，但事与愿违，《时报》在狄葆贤的主持之下脱离了原来的意图，开始独立发表言论与主张。狄葆贤的转变，一定程度上离不开陈冷的多次劝说，陈冷作为一个职业报人，陈冷强调的是报纸的独立品格，能公正地代表“舆论的良心”，不为党派势力所左右，狄葆贤在陈冷的劝说下，也更坚守自己的独立报人立场。
梁启超对于狄楚青的“转向”强烈不满，对陈冷则尤为愤恨，在1906年写给康有为的信中说道：“楚卿信任陈景韩即署名冷者，而此人实非吾党，孝高亦袒此人，怪极。故于党事，种种不肯尽力，言论毫不一致，大损本党名誉，弟子所深恨者在此。”语气之怨愤俨然已将陈冷视为仇敌。其实，他二人早就结下过“梁子”。早在1900年7月，陈冷与梁启超见面并会谈，但由于当时的政见不同，陈冷倾向革命，而梁启超主张立宪与改良，所以俩人并没有进一步的交往。非但没有再交往，反而打起笔仗来。1903年2月26日，梁启超在《新民丛报》上，对出版未久的《大陆》作了评论，认为“敷衍篇幅者居全册之半，无甚精彩……虽铺张扬厉，其价值自为识者所共见也”。《大陆》对此大为恼火，接连刊出5篇反驳文章，不断地对康、梁进行人身攻击，极尽丑化诋毁。陈冷是1903年《大陆》报主笔之一，大概脱不了攻击梁启超的嫌疑。此外，陈冷提倡的侠客、刺客精神也显然与梁启超的言行多变异趣，1905年他写了六回的《刺客谈》，讥讽了康梁空洞的论说和在现实中的畏葸，把他们描绘得如同跳梁小丑，把“圣人”刻画成到处招摇撞骗的人物，说其徒弟不过是“一班无行文人，败类子弟”。“新仇旧恨”夹杂在一起，无怪乎梁启超对陈冷“深恨”了。 
事实证明，狄楚青对陈冷的倚重完全是正确的。在陈冷的大胆改革下，《时报》打破了上海报界的许多老习惯，替中国报业开了许多先路。《时报》因此很快成为当时知识界的一个宠儿，跻身上海三大报之一，而且《时报》不仅在国内新闻界独占鳌头，在国外也闯出一片天地，与《中外日报》一道成为在欧洲销售的中文报纸。

#### 事业巅峰（《申报》）
陈景韩于史量才渊源已久。他们同是松江人，在戊戌变法前后，陈景韩及其姐夫雷奋曾与史量才一起专研新学，痛斥时弊。自《时报》创刊后，史量才进时报馆曾做过短期的主笔，获得了亲身办报的经验，也窥悉了时报馆办报的程序和秘密，为他后来接办《申报》积累了经验，同时他也看到了陈景韩在办报方面的独特才能和在时报馆中主导作用。正因为如此，在接办上海最老最权威的报纸《申报》时，他力聘陈景韩为主笔，改革《申报》的编辑部。
二十世纪初，《申报》虽然是历经四十年的老报纸，在读者的心目中是上海报纸的象征，但在1912年之前，《申报》的经营却十分惨淡，每天报纸的销量只有7000多份。史量才接手后，在经营方面启用张竹平，在编辑方面则倚重陈景韩，《申报》的现状迅速改善，在1916年总发行量上升到2万份，1930年达到了15万份。《申报》如此迅速的扭转形势，发行量和盈利额不断增长，除了史量才、张竹平等成功的经营策略外，还要归功于总主笔陈景韩。  陈景韩在总结《时报》办报经验的基础上，主张报纸应该增强新闻性，重视记者的采编活动，并强调新闻要去去芜存菁，短小精炼。
陈景韩对于史量才来说，其助益不仅仅是在报纸的新闻编辑方面，而且还在于是他同甘苦、共进退的重要伙伴。陈景韩坚持做《申报》的护航者，在近二十年任主笔的生涯中，承受着来自各方的压力，一面极力保持着舆论上的独立，另一面保护《申报》的延续性，不至于中途夭折。《申报》是上海的第一大报，无论袁世凯，还是各路军阀、政党都意图控制《申报》作为自己的舆论阵地。蒋介石也不例外。但陈景韩一直保持着清醒独立的头脑，不为所用，始终没有成为蒋介石的幕僚，而是继续奋斗在新闻的事业上。他一面继续与蒋保持着朋友关系，另一方面则保持距离，不随波逐流，支持史量才抵制国民党以新闻检查为名派人进驻《申报》，并极力保持舆论上的自主性，虽然在高压政治下，《申报》的时评言论虽然不免陷于温和，也曾为国民党刊登政治广告，但始终在陈景韩任职期间，《申报》始终没有被蒋介石控制，不时的客观报道新闻。
但，面对严酷的社会现实，言论越来越受着种种的制约，稍有不慎报纸可能面对立即被停刊查抄的命运，这着实让陈景韩越来越为难。为了报馆的安全计，他的时评尽可能的保持客观平淡，失去了最初的锐利，越来越温吞，自身也觉得“朝秦暮楚、无所适从”：而读者的责备纷沓而至，他的时评与当时如火如荼的现实社会不相协调，正如他自己所说：“在此等期间，非但不求有功，即求无过，亦复有所不可能矣。”陈景韩坚持新闻舆论独立自主的理想破灭了，终于于1929年冬辞职，到江浙财阀所属的中兴煤矿去任总经理，结束了他辉煌的报人生涯。 

### 苍凉晚景（1929年至1965年）
1929年冬，陈景韩辞去《申报》的职务到中兴煤矿任总经理。1934年史量才遇刺后，《申报》同人曾请他出任总经理，他拒绝了。1945年，国民党CC系掌握了《申报》，为重拾民心，聘请陈景韩为发行人，陈再次拒绝。但国民党仍以它的名义发行《申报》。
解放后，陈景韩曾任上海市政协特邀委员。在1956年4月《上海市政协第一届委员会第二次全体会议计划、通知、议程、名单、报告、决议、总结》档案里，《中国人民政治协商会议上海市第一届委员会委员名单及第一届委员会第二次全体会议列席人员名单》的委员名单“特别邀请人士”下面列有“陈景韩”名字，但他却没有出席会议。
据曹聚仁描述，在他50年代中期到上海看陈景韩的时候，“这位当年笔锋犀利的老报人已是年逾古稀的老翁，唇齿不清，难于步行了。”晚年，他中风不能走动，后渐至神志不清。
1965年7月6日晚十一点三刻，陈景韩在上海华东医院病逝，终年87岁。

## 著作
- 著有小说《新中国之豪杰》、《商界鬼蜮记》、《凄风苦雨录》、《白云塔》（一名《新红楼》）等。其翻译的小说胡适赞誉说：“冷血先生的白话小说，在当时译界中确要算很好的译笔”。译作有《明日之战争》、《新蝶梦》、《卖解女儿》、《赛雪儿》等。